# منطقه حفاظت‌شده کرایی
منطقه حفاظت‌شده کرایی با وسعتی حدود ۴۰ هزار هکتار در شهرستان شوشتر در استان خوزستان واقع شده است. منطقه حفاظت‌شده کرائی در سال ۱۳۷۶ به عنوان منطقه شکار ممنوع تحت حفاظت قرار گرفت و پس از آن طی مصوبه شماره ۲۸۸ شورای عالی محیط زیست مورخ ۱۳۸۶/۱۱/۱۲ به دلیل اینکه تنها زیستگاه پویای قوچ و میش در خوزستان به حساب می‌آمد به عنوان منطقه حفاظت‌شده به مناطق تحت مدیریت سازمان حفاظت محیط زیست پیوست.

## راه‌های دسترسی
جاده آسفالته شوشتر به مسجدسلیمان و سپس راه شنی روستایی معروف به کرائی-راهدار مهم‌ترین راه دسترسی به منطقه است همچنین راه آسفالته نفت سفید به هفتگل از جمله راه‌های دسترسی به منطقه است.

## پوشش گیاهی
پوشش گیاهی منطقه به‌طور کلی مرتعی و بسیار متنوع است. دامنه‌های شمالی از پوشش مناسب و خوب و دامنه‌های جنوبی دارای مراتعی فقیر است. عمده جامعه گیاهی و شاخص پوشش گیاهی را درخت کنار تشکیل می‌دهد.
از دیگر درختچه‌های منطقه می‌توان به رملیک، سریم و گز به صورت تک درخت اشاره کرد. پوشش مرتعی از تیره کاسنی، لگومینوز، گرامینه تشکیل شده و به‌طور کلی بیش از ۸۶ گونه گیاهی در منطقه شناسایی شده که تعدادی زیادی گونه دارویی از جمله گل گاو زبان، بارهنگ، بومادران، پونه در میان آنها به چشم می‌خورد.

## گونه‌های جانوری
تا کنون ۵۸ گونه پرنده، ۱۷ گونه پستاندار، ۱۴ گونه خزنده و ۴ گونه دوزیست در منطقه حفاظت شده کرایی شناسایی شده است. مهم‌ترین گونه شاخص منطقه قوچ و میش (گوسفند وحشی) است که به دلیل شرایط منطقه وحفاظت صورت گرفته از جمعیت نسبتاً مطلوبی برخوردار می‌باشد. سایر جانوران منطقه شامل گرگ، شغال، تشی، انواع خفاش، گربه وحشی، کاراکال در منطقه زیست می‌نمایند. مهم‌ترین پرندگان که به وفور در منطقه مشاهده می‌شود کبک و تیهو می‌باشد سایر پرندگان از جمله کبوتر چاهی، یاکریم، کمرکولی، دیدمک، دراج نیز در منطقه زیست می‌نمایند. این منطقه در زمانهای نه چندان دور زیستگاه پلنگ، کل و بز و آهو نیز بوده که به علت شکار بی‌رویه و تخریب زیستگاه جمعیت آنها نابود شده است.

## آثار تاریخی
از جمله آثار باستانی منطقه می‌توان به خرابه‌های معروف به قلعه گره واقع در ۵ کیلومتری شرق روستای کرایی علیا نام برد. همچنین تعداد ۵ مقبره امام زاده در نقاط مختلف از جمله روستای راهدار، کرایی علیا، قلعه گره و بردمیل وجود دارد و مورد احترام مردم محلی است. این منطقه در نزدیکی ۱۳ میراث جهانی شوشتر از جمله پل بند لشکر، مجموعه آبشارها و آسیاب‌های آبی شوشتر، بند قیصر و قلعه سلاسل قرار دارد.